# Куликова, Галина Вениаминовна
Галина Вениаминовна Куликова (род. 13 февраля 1935, Москва, СССР) — советский и российский китаевед, первый заместитель председателя Общества российско-китайской дружбы, старший научный сотрудник Института Дальнего Востока РАН. Заслуженный работник культуры РСФСР (1985). Кавалер ордена Дружбы (КНР, 2019).

## Биография
Галина Вениаминовна Куликова родилась 13 февраля 1935 года в Москве.
Китаеведением заинтересовалась ещё школьницей в 1949 году, после провозглашения Китайской Народной Республики. Окончив среднюю школу, в 1952 году поступила на китайское отделение Московского института востоковедения, после упразднения которого в 1954 году перевелась на восточный факультет Московского государственного института международных отношений Министерства иностранных дел СССР. Училась у китаиста С. Л. Тихвинского.
В 1956 году в составе студенческого отряда участвовала в освоении целины, в 1957 году работала переводчицей китайского языка на 6-м Всемирном фестивале молодёжи и студентов в Москве, а затем в том же году в числе первых студентов прошла преддипломную практику в советском посольстве в Пекине. По возвращении в Москву, в том же 1957 году присутствовала на учредительном съезде Общества советско-китайской дружбы (ОСКД). В 1958 году с отличием окончила МГИМО по специальности «международные отношения стран Востока», после чего поступила на работу в Институте китаеведения Академии наук СССР.
В 1960 году перешла на работу в созданный в 1958 году Союз советских обществ дружбы и культурной связи с зарубежными странами (ССОД), координировавший деятельность обществ дружбы с народами зарубежных стран, в том числе ОСКД, где заняла должность секретаря-референта Центрального правления. Спустя три года, в 1963 году по приглашению Центрального комитета ВЛКСМ заняла должность ответственного секретаря Комитета молодёжных организаций СССР, а в 1965 году вернулась на работу в ССОД, где в дальнейшем занимала посты заведующей Отделом социалистических стран Востока, а затем ответственного секретаря Центрального правления ОСКД. В годы советско-китайского раскола и культурной революции в КНР, несмотря на прекращение общения с китайскими коллегами, по-прежнему участвовала в организации и проведении различных мероприятий, посвящённых истории и культуре народов Китая.
В 1989 году была избрана заместителем председателя Центрального правления ОСКД и направлена на работу в Китай в должности представителя ССОД/ОСКД и советника советского посольства в Пекине. Активно занималась развитием советско-китайских общественных связей, вопросами культуры и работой в молодёжной среде, в частности, внесла большой вклад в возобновление контактов с Китайским народным обществом дружбы с заграницей. После распада СССР, в 1992 году ОСКД было переименовано в Общество российско-китайской дружбы (ОРКД) и стало действовать при Институте Дальнего Востока Российской академии наук, сохранив все свои наработки, тогда как сотрудничество России и Китая продолжило развиваться. В 2001—2003 годах была советником Управления стран Азии и Африки, а также помощником руководителя Росзарубежцентра, преемника ССОД. С 2003 года является старшим научным сотрудником Центра изучения и прогнозирования российско-китайских отношений Института Дальнего Востока РАН, занимая одновременно пост первого заместителя председателя Центрального правления ОРКД (с 1998 года). Является почётным доктором ИДВ РАН.
Специализируется на народной дипломатии, её роли в развитии российско-китайских отношений, в частности, в области гуманитарного сотрудничества. Активно публикуется в периодической печати, является автором ряда специализированных изданий. В 2012 году выпустила книгу «Россия — Китай. Народная дипломатия», в которой изложила 55-летнюю историю ОСКД-ОРКД. В 2015 году отметила 80-летний юбилей. В 2019 году награждена орденом Дружбы, высшей государственной наградой КНР. Руководством КНР характеризуется как «старый друг китайского народа», положительно оценивает деятельность Коммунистической партии Китая, отмечая, что «выдающийся опыт КПК, накопленный за столетний период руководства китайской революцией и социалистическим строительством в КНР, представляет сегодня ценность не только для китайского народа, но и для всего мира».
Как сказал председатель КНР Си Цзиньпин, успехи Китая, они не упали с неба, их никто не подарил — их завоевал трудом китайский народ под мудрым руководством коммунистической партии — самой большой в мире правящей партии. Конечно, я не могу дожить до 2049 года, но я знаю, что могу увидеть 2021 год, когда в стране будет ликвидирована бедность, полностью построено среднезажиточное общество. Я верю, Китай станет процветающей, цивилизованной социалистической великой державой. Она выполнит эти задачи.Галина Куликова, 2019 год.

## Награды
Российские
- Орден Дружбы (2022 год) — за большой вклад в развитие науки и многолетнюю добросовестную работу[25].
- Медаль «За освоение целинных земель», почётная грамота ЦК ВЛКСМ (1956 год)[6].
- Почётное звание «Заслуженный работник культуры РСФСР» (1985 год) — за заслуги в области советской культуры и многолетнюю плодотворную работу[26].
- Знак «Почётный работник Федерального агентства по делам Содружества Независимых Государств, соотечественников, проживающих за рубежом, и по международному гуманитарному сотрудничеству» (2015 год)[27].
- Почётная грамота Правительства Российской Федерации (2009 год) — за большой вклад в подготовку и проведение Года Российской Федерации в Китайской Народной Республике и Года Китайской Народной Республики в Российской Федерации[28].

Китайские
- Орден Дружбы (2019 год) — за неустанные усилия и выдающийся вклад в развитие дружественных отношений по линии общественности между Китаем и Россией, и углубление дружбы между китайским и российским народами[29][30]. Стала вторым российским гражданином, удостоенным этой награды, после президента России Владимира Путина[31][32]. Вручён председателем КНР Си Цзиньпином на церемонии в золотом зале Дома народных собраний в Пекине[33][34].